# Firewind
Firewind es una banda de power metal formada por el guitarrista Gus G. (Ozzy Osbourne, ex Dream Evil, ex Nightrage) en Grecia.

## Historia
La banda comenzó en 1998 cuando el guitarrista Gus G decide grabar un demo con algunos amigos músicos en Estados Unidos, atrayendo así la atención de Maneto Records.
En el 2002 con Gus G. retomando el proyecto de Firewind grabaron el disco Between Heaven and Hell con Gus G. (guitarra), Stephen Fredrick (voces), Brian Harris (batería) y Kostas "Konstantine" Exarhakis (bajo).
En el 2003 hubo cambios en la banda reemplazando a Brian Harris y a Konstantine por Stian Kristoffersen (batería) y Petros Christo (bajo), ya que Gus buscaba músicos más preparados para tocar en vivo. Con esta formación se grabó Burning Earth, el segundo disco de la banda y se inició la gira Burning the Earth Tour sin el cantante Stephen Fredrick que fue remplazado por Chitral "Chity" Somapala, ya que no se sentía preparado para viajar en una gira.
Esta formación grabó el álbum Forged By Fire, pero unos meses después el vocalista Chity abandonó la banda por problemas musicales y personales con el resto de la banda. Fue reemplazado por Apolo Papathanasio de la banda Time Requiem. También se anunció que Stian Kristoffersen se marcharía de la banda y fue reemplazado por Mark Cross.
Gus G abandonó sus otros proyectos para dedicarse completamente a Firewind y grabaron el disco Allegiance. En diciembre de 2006 viajaron al Reino Unido para participar en una gira junto a DragonForce.
En un show programado para octubre de 2007 Firewind se reunió brevemente con su antiguo cantante Stephen Fredrick para tocar canciones de los primeros dos discos.
En 2008 se lanzó el último trabajo de Firewind llamado The Premonition, manteniendo su misma formación.

## Miembros
- Herbie Langhans - Voz (2020 - )
- Gus G. - Guitarra (1998-presente), Teclados (1998-2004), Bajo (1998-2001)
- Petros Christo - Bajo (2003-presente)
- Johan Nunez - Batería (2011-presente)

### Miembros pasados
- Henning Basse - Voces (2015-2019)
- Kelly Sundown Carpenter - Voces (2012-2015)
- Apollo Papathanasio - Voces (2005-2012)
- Brandon Pender - Voces (1998)
- Stephen Fredrick - Voces (2001-2003)
- Chity Somapala - Voces (2004-2005)
- Konstantine - Bajo (2001-2003)
- Matt Scurfield - Batería (1998)
- Brian Harris - Batería (2001-2003)
- Stian L. Kristoffersen - Batería (2003-2005)
- Mark Cross - Batería (2005-2010)
- Michael Ehré - Batería (2010-2011)
- Bob Katsionis - Teclados, Guitarra (2004-2020)

## Discografía
- Nocturnal Symphony (Demo,1998)
- Between Heaven and Hell (2002)
- Burning Earth (2003)
- Forged by Fire (2005)
- Falling to Pieces (Demo,2006)
- Allegiance (2006)
- The Premonition (2008)
- Days of Defiance (2010)
- Few Against Many (2012)
- Apotheosis - Live 2012 (2013)
- Immortals (2017)
- Firewind (2021)
- Still Raging Live (2023)
- Stand United (2024)

### Sencillos
- Falling to Pieces (2006)
- Breaking the Silence (2007)
- Mercenary Man (2008)
- World on Fire (2010)
- Embrace the Sun (2011)
- Wall of Sound (2012)
- Salvat ion Day (2023)